# 深沢車庫

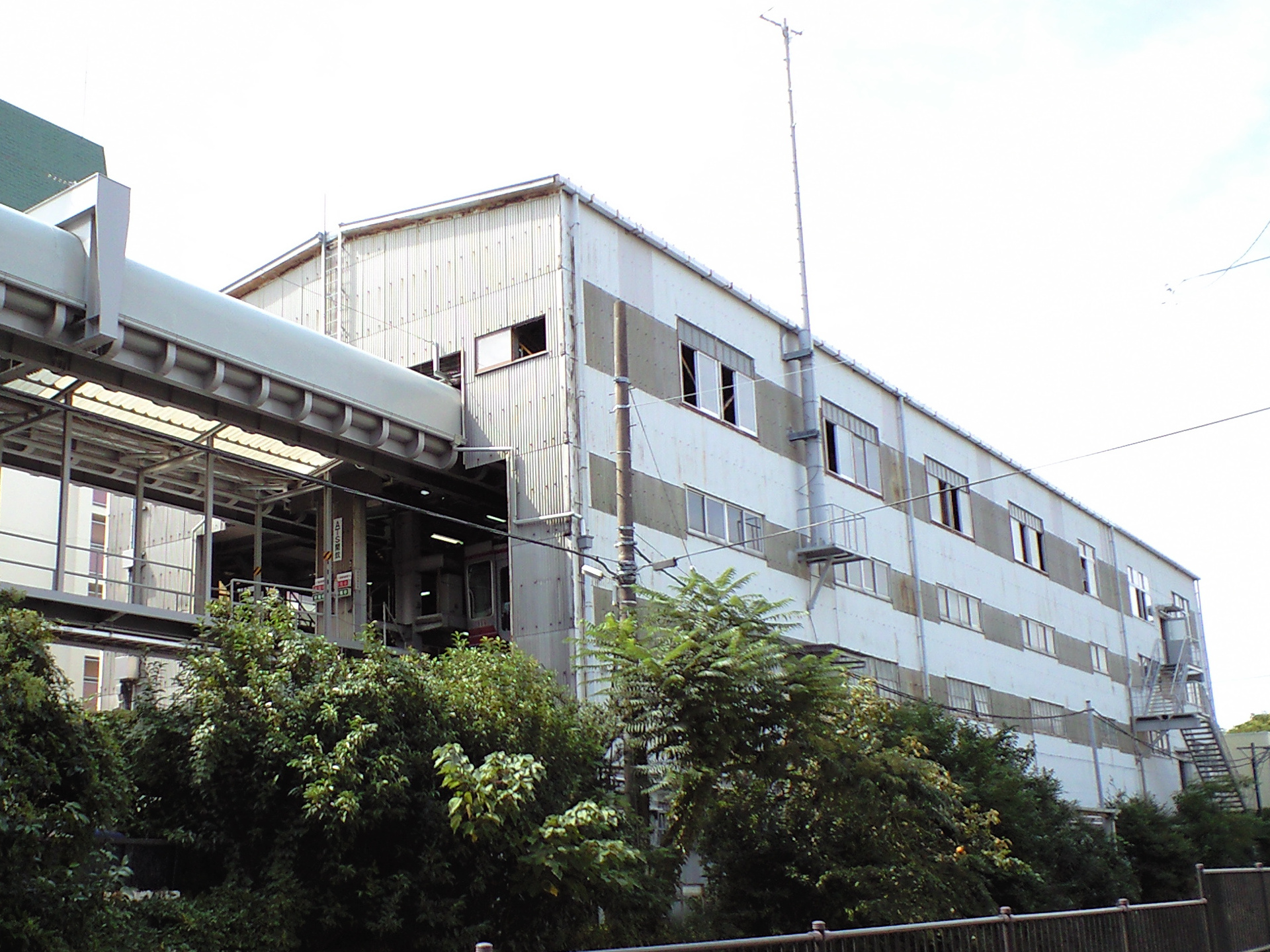
深沢車庫外観

深沢車庫（ふかさわしゃこ）とは、神奈川県鎌倉市梶原にある、湘南モノレール江の島線の車両基地である。湘南深沢駅の北西側から入出庫線が分岐しており、当駅を始発、終点とする列車が存在する。湘南モノレールの全7編成の留置、洗浄及び検査業務を行なっている。3800坪の農地を買収し、1970年1月15日に完成。1階に事務所や運転指令室、2階は車体の点検場、3階・4階はそれぞれ車両の屋上機器と台車の点検修理場とした。
留置能力は18両。
なお、当車両基地の敷地内で2016年に引退した500形電車551編成のカットモデルが展示されている。

## 現在の所属車両
- 5000系電車

## 過去の所属車両
- 500形電車
- 400形電車
- 300形電車